# Олексіївка (Богодухівський район)
Олексі́ївка — село в Україні, у Краснокутській селищній громаді Богодухівського району Харківської області. Населення становить 789 осіб. До 2020 орган місцевого самоврядування — Олексіївська сільська рада.

## Географія
В селі бере початок річка Княжна, ліва притока Сухого Мерчика.
Село Олексіївка знаходиться на відстані 3 км від річки Коломак. До села примикають великі лісові масиви (дуб).
Поруч із селом проходить залізниця, за 2 км станція Водяна.

## Історія

### Давня історія
Історія села охоплює період понад три століття. Роком заснування села прийнято вважати — 1674, хоча перші переселенці з середнього Подніпров'я (найімовірніше з Київщини) з'явилися ще на початку XVII століття. В архівах церкви Святої Покрови згадується про перших поселенців на чолі з ватажком Сірком.
Запис від 1643 року вказує на заснування поселення Черемушний хутір. 1674 року на хуторі було побудовано Піраміду, яка складалася з дванадцяти склепів та великої кімнати для проведення богослужінь. Напевно, ще було викарбувано дату заснування села — 1674 рік.
У 1719 році Черемушний Хутір перейменовано на село Олексіївку.
В різні роки нашими селами володіли пани: Алексєєв, Потбуцький, Кустуровський, Веселовський, Щербатовський, Харитоненко, Качаловський, Філітов, Фалькенштейн, Дублянський.
За даними на 1864 рік у власницькому селі Валківського повіту Харківської губернії, мешкало 584 особи (287 чоловічої статі та 297 — жіночої), налічувалось 126 дворових господарств, існувала православна церква, бурякоцукровий і цегельний завод.
Станом на 1885 рік у колишньому власницькому селі, центрі Олексіївської волості, мешкало 1000 осіб, налічувалось 195 дворових господарств, існували православна церква, поштова станція, 3 лавки, відбувалось 2 ярмарки на рік. За 2 версти — залізнична станція Водяна.
За переписом 1897 року кількість мешканців зросла до 1424 осіб (715 чоловічої статі та 709 — жіночої), з яких всі — православної віри.
У 1854 році була збудована кам'яна церква Святої Покрови.
У селі розташована садиба М. П. Качалова «Олексіївка» загальною площею землі у 500 десятин. У господарстві було запроваджено восьмипільну систему обробітку ґрунту з травосіянням.
У 1886 р. в селі збудовано школу на 4 класи. На початку XX ст. у селі діяло дві школи земська (державна) і церковно-приходська, у яких навчалися також і діти з навколишніх сіл.
Станом на 1914 рік кількість мешканців зросла до 2337 осіб.

### ХХ століття

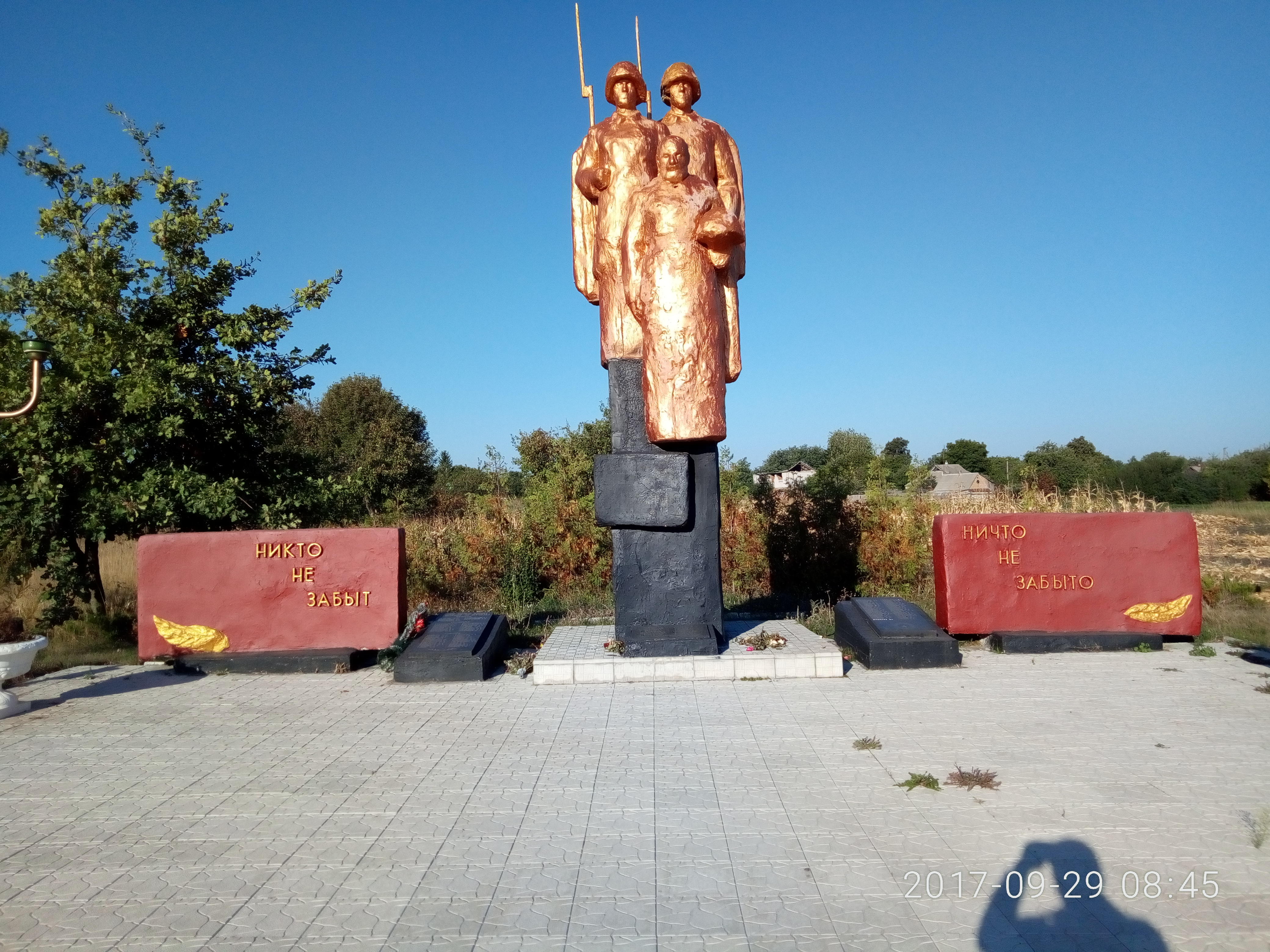
Братська могила. Поховано 165 воїнів

У грудні 1917 році у селі почалась перша радянська окупація.
Під час примусової колективізації було створено три колгоспи: імені Артема, Перебудова та імені Воровського.
У 1932 році комуністи зруйнували церкву Святої Покрови. Під час Голодомору 1932—1933 рр. село було занесено на «Чорну дошку» Харківської області.
Під час Другої Світової війни село було зайняте гітлерівцями з жовтня 1941 року по вересень 1943року.
З січня 1965 року село Олексіївка знаходиться у складі новоствореного Краснокутського району.
12 червня 2020 року, розпорядженням Кабінету Міністрів України № 725-р «Про визначення адміністративних центрів та затвердження територій територіальних громад Харківської області», увійшло до складу Краснокутської селищної громади.
19 липня 2020 року, в результаті адміністративно-територіальної реформи та ліквідації Краснокутського району, село увійшло до складу Богодухівського району.

## Населення
Згідно з переписом УРСР 1989 року чисельність наявного населення села становила 930 осіб, з яких 428 чоловіків та 502 жінки.
За переписом населення України 2001 року в селі мешкало 789 осіб.

### Мова
Розподіл населення за рідною мовою за даними перепису 2001 року:
| Мова       | Відсоток |
| ---------- | -------- |
| українська | 94,17 %  |
| російська  | 5,58 %   |
| білоруська | 0,13 %   |

## Відомі люди
- Нехода Іван Іванович (* 24 травня (6 червня) 1910 — † 17 жовтня 1963) — український радянський поет і письменник, журналіст. Народився в убогій селянській родині. Рано втратив батька, з 9 років наймитував пастухом. Закінчив початкову школу в Олексіївці. В 1924 році (у віці 14 років) переїхав до Харкова, тодішньої столиці Радянської України.